# Videojournalist
Ein Videojournalist oder weiblich Videojournalistin (auch abgekürzt VJ [ˈviːdʒeɪ]) vereint die Aufgaben eines Journalisten, Tontechnikers, Kameramannes und Editors in einer Person. Mit Hilfe der DV-Technologie konzipiert, dreht und schneidet er filmische Beiträge im Alleingang. Die Berufsbezeichnung ist nicht geschützt. Weitere gängige Bezeichnungen des Videojournalisten sind „Videoreporter“, „Shoot-Edit“ (BBC-Terminus) und „Personal Digital Producer“, kurz PDP (BBC-Terminus).

## Entwicklung
Bereits in den 1960er Jahren gab es in den USA sogenannte „Selbst-Dreh-Reporter“. Michael Rosenblum, der viele Fernsehstationen wie die BBC oder den Hessischen Rundfunk bei der Ausbildung von Videojournalisten berät, vergleicht die Einführung der Videokamera mit der des tragbaren Fotoapparates in den 1930er Jahren: Filmspulen auf Kunststoff (der Firma Leica) machten von den schweren Filmplatten in Fotoapparaten (und von Stativen) unabhängig. Ebenso befreit die digitale Videotechnologie das Fernsehen von schweren Kameras, Kunstlicht und Studios und lässt Ereignisse mitten im Geschehen dokumentieren.
Anfang der 1990er Jahre hatte der private Fernsehsender New York 1 erstmals ausschließlich auf Videojournalisten gesetzt. Mitte der 90er Jahre zogen erste deutschsprachige Privatsender wie Hamburg 1, TeleZüri oder TeleBärn nach. Der Bayerische Rundfunk war der erste öffentlich-rechtliche Sender, er setzte ab 1994 in geringer Zahl Videojournalisten ein.
Im Jahr 2001 stellte die englische BBC alle Regionalbüros unter Anleitung Michael Rosenblums auf Videojournalismus um. Im selben Jahr begann die deutsche TV-Produktionsfirma AZ Media, die unter anderem mit einer sogenannten Drittsendelizenz Sendezeiten auf dem RTL-Programmplatz bespielt, mit der breiten Ausbildung von zunächst 14 Videojournalisten. Inzwischen betreibt die Firma die Deutsche Videojournalistenschule in Hannover. Die aktuelle Entwicklung ist die Weiterentwicklung des Videojournalisten zum konvergenten Videojournalisten, also dem Zusammenwachsen von Audio, Video und Livebroadcasting im Internet. Insofern bleibt es spannend, wie gerade diese junge Berufsbezeichnung – Videojournalist – sich weiterentwickelt.
Der Hessische Rundfunk, der ebenfalls 2001 erstmals Videojournalisten eingestellt hatte, übernahm sie 2004 in den Regelbetrieb. Bis dahin hatte er 42 Videojournalisten ausgebildet und zwischen Oktober 2003 und Juni 2004 rund 840 Beiträge mit insgesamt 2.500 Minuten im HR-Fernsehen gesendet. Während das impliziert, dass der HR die Videojournalisten vor allem im Nachrichtenbereich für kurze, nur mehrminütige Sendebeiträge einsetzt, lässt die AZ Media so auch lange Fernsehreportagen produzieren.
In Österreich arbeitet vor allem der Sender puls4 ausschließlich mit Videojournalisten. Der Sender startete zunächst nur in Wien als pulsTV, für den Sendestart wurden ca. 30 Videojournalisten von Ken Tiven und seiner Firma imc ausgebildet. Anlässlich des österreichweiten Starts von puls4 wurden weitere 30 Videojournalisten ausgebildet, diesmal von Mitarbeitern der Firma Puls TV, von denen einige später die österreichische Firma News on Video gründeten.

## Technik
Da Videojournalisten das Berufsfeld des Journalisten mit denen des Kameramanns und des Editors vereinen, arbeiten sie mit viel technischer Ausstattung.
Unterschiedlichste DV-Kameras sind auf dem Markt. Professioneller Videojournalismus setzt üblicherweise sogenannte kompakte Drei-Chip-Camcorder ein. Sie erzielen eine höhere Bildqualität als die überwiegend im Privatbereich üblichen Ein-Chip-Kameras. Beispiele für verwendete Kameras sind die beim Hessischen Rundfunk eingesetzte Panasonic AG-DVX100 oder die bei der AZ Media gebrauchte Sony PD 150. Mit den Formaten HDV und AVCHD bekam der Videojournalist neuerdings die Möglichkeit, Material, das höher aufgelöst als der Fernsehstandard (Standard Definition) ist zu drehen und schneiden. Die Palette der HD (High Definition) Formate, die mit kompakten Kameras erstellt werden können, ist groß. Die größte Herausforderung für den alleine arbeitenden VJ ist dabei mittlerweile, sendefähige Bilder für die großen HD-Flachbild-Fernseher drehen zu können. Bei den Aufnahmen von SD-Camcordern konnte die Schärfe bisher nicht so genau definiert werden, was bei HD-Camcordern der aktuellen Generation nicht der Fall ist.
Obwohl Michael Rosenblum den Schritt zum Videojournalismus mit der Unabhängigkeit des Fotografen vom Stativ vergleicht, ist gerade das – am besten sogar ein Drei-Bein-Stativ – gegen verwackelte Bilder, für bessere Bildqualität auffallend wichtig. (Der verbreitete Stativeinsatz lässt sich auch in der praktischen Arbeit beobachten.) Da das der zu erwarteten dynamischen Arbeitsweise widerspricht, setzt man auch Ein-Bein-Stative ein.
Die Mehrzahl der etablierten VJs arbeiten für dokumentarische oder Reportage-Formate, sie drehen deshalb meist weitwinklig, aus der Hand. Das authentische Begleiten der Protagonisten und die gegenüber einem größeren Team unaufwändigere Logistik während der Dreharbeiten stehen hierbei an oberster Stelle. VJs kommen oft nah an die Menschen heran, weil sie mit ihrer kleinen Kamera weniger auffallen und irgendwann fast „vergessen“ wird, dass die Situation aufgezeichnet wird.
Die Auseinandersetzung mit Videojournalismus ist aber auch immer wieder von der Frage geprägt: Wie viel Ästhetik verlangt, braucht der dokumentarische Film, die Reportage?
Während es bei einigen Privatsendern um den „EB-Teamlook“ von VJs geht, gibt es bei einigen ARD-Anstalten und im ZDF die Bereitschaft, im Zweifelsfall auch verwackelte Bilder zu akzeptieren, wenn der „Stoff“ journalistische Relevanz besitzt.
Einen einheitlichen VJ-Look gibt es definitiv nicht. Jeder Sender setzt eigene Prioritäten in der audiovisuellen Umsetzung. Eindeutig zu sehen war dies bei verschiedenen VJ-Festivals, wie in Weimar oder Berlin.
Der VJ-Guru Michael Rosenblum gewann seine Filmpreise für Reportagen in amerikanischen Notaufnahmen. Er drehte damals alles aus der Hand, und keine Szene war eingeleuchtet.
Ein Problem für Videojournalisten ist die Ausleuchtung. Als Ein-Personen-Team haben sie meist nur eine an der Kamera befestigte Videoleuchte und müssen daher oft mit den vor Ort befindlichen Lichtquellen arbeiten. Für die Aufnahme des Tones sind die in der Kamera eingebauten Mikrofone meist ungeeignet. In der Praxis werden häufig professionelle externe Richtmikrofone oder funkbetriebene Ansteck-Mikrofone verwendet.
Für den Schnitt benötigt ein Videojournalist einen leistungsfähigen PC, der das gedrehte Material digitalisiert verarbeiten kann. Zehn Minuten Material entsprechen ungefähr 2 Gigabyte Datenmenge. Unter den Schnittprogrammen haben sich Final Cut für Apple-Computer und Avid Xpress für PC- und Apple-Computer, neuerdings auch wieder Adobe Premiere etabliert.

## Ausbildung
An mehreren Fachhochschulen entstanden Bachelor-Studiengänge sowie Weiterbildungsangebote rund um den Videojournalismus. Ausbildungen gibt es auch an Film- und Fernsehakademien wie der Bayerischen Fernsehakademie sowie der ARD.ZDF medienakademie. Eine Vollzeit-Weiterbildung von sechs Monaten sowie einen berufsbegleitenden Lehrgang zur digitalen Videoproduktion in fünf Modulen bietet die Münchner Journalistenakademie an. Videojournalismus-Seminare gehören zum festen Bestandteil der Volontärsausbildungen bei den öffentlich-rechtlichen Rundfunkanstalten.
Weitere Akademien bieten im Rahmen von mehrtägigen Kompakttrainings Fachwissen zum Thema Videojournalismus. Beispiele dafür sind die Berliner Journalistenschule, die Münchner Macromedia Akademie und die Hamburger Akademie für Publizistik.
In Österreich bietet die Firma News on Video Kurse an, gemeinsam mit der Fachhochschule für Journalismus in Wien auch einen FH-Kurs mit dem Abschluss als akademisch geprüfter Videojournalist. Die FH St. Pölten und die FH Vorarlberg führen gemeinsam mit dem Kuratorium für Journalismusausbildung einen berufsbegleitenden Lehrgang durch, der mit dem Abschluss „akademisch geprüfter Videojournalist“ abschließt.
Außerdem kann eine Ausbildung durch ein Volontariat bei einem TV-Sender in Verbindung mit schulischem Unterricht an einem geeigneten Bildungsträger wie etwa der Bayerischen Landeszentrale für Neue Medien erfolgen.

## Vor- und Nachteile des Videojournalisten
Die Einführung und Ausbreitung des Videojournalismus geht einher mit einer äußerst kritischen Auseinandersetzung um die Vor- und Nachteile insbesondere hinsichtlich der Kosten wie auch der Qualität.
Ein großer Vorteil des Videojournalisten ist zunächst die kostengünstige Produktion. Zum einen sind die Kosten für die technische Ausstattung niedriger als bei einem konventionellen Kamerateam, zum anderen ermöglicht der Videojournalist als Ein-Personen-Team im Extremfall den Verzicht auf Kameramann, Tonassistent und Editor, sowie gegebenenfalls noch den Beleuchter. Die Kosten für eine Videojournalistenproduktion liegen in der Summe von Personal- und Technikersparnis nur bei 25 % eines herkömmlichen Drehs. In diesen niedrigen Kosten liegt nicht nur ein Sparpotenzial für die Produzenten, sondern sie ermöglichen auch erst die Produktion von Beiträgen, die mit klassischen Teams zu kostenintensiv wären, zum Beispiel Langzeitdokumentationen mit einer Vielzahl von Drehtagen. Bei den öffentlich-rechtlichen Anstalten verdienen freie Videojournalisten laut Angaben der Gewerkschaft ver.di zwischen ca. 200 bis maximal 500 Euro am Tag – je nach Sender und Drehaufwand. Im Vergleich zur redaktionellen Tätigkeit liegt damit die VJ-Zulage bei ca. 50–60 Euro pro Tag für den Eigendreh bzw. den Schnitt.
Während das Kostenargument auch aus arbeitsplatzpolitischen Gründen kritisiert wird, gibt es auch Einwände gegen den Einsatz von Videojournalisten aus qualitativen Gründen. Verwackelte Bilder, zu dunkle bzw. zu helle Bilder sowie unverständlicher Ton gehören zu den Hauptvorwürfen an Videojournalisten hinsichtlich der technischen Qualität. Allerdings wird die Ursache für diese Fehler nicht allein in der Technik gesehen, sondern auch in der Tatsache, dass Videojournalisten alleine arbeiten. Auf Grund der hohen Verdichtung der Arbeit kann der Videojournalist nicht Bild, Ton, Licht und Protagonisten parallel gleichermaßen sorgfältig im Blick haben. Die AZ Media hat daraus zum Beispiel die Konsequenz gezogen, bei über der Hälfte der Drehs zwei Videojournalisten parallel arbeiten zu lassen. Einer ist mit der redaktionellen Arbeit beschäftigt, der andere mit Kamera und Ton. Damit soll dem Problem des fehlenden zweiten kontrollierenden Blickes bei der videojournalistischen Arbeit im Dreh begegnet werden. Ob Videojournalisten jedoch im Schnitt die Qualität professioneller Editoren erreichen können, wird ebenfalls bezweifelt, genauso wie die Möglichkeit gleichermaßen gründlich zu recherchieren wie zu texten.
Als einen der größten Vorteile nennen viele Autoren übereinstimmend die größere Nähe zum Geschehen und das unbefangenere Agieren in privaten Situationen. Dadurch sind intimere Dokumentationen aus dem privaten Bereich möglich, wie zum Beispiel über das Familienleben von Transsexuellen oder Alzheimer-Patienten im Altenheim. Letzteres ist das Thema Marion Kainz’ mit dem Adolf-Grimme-Preis 2002 ausgezeichneter Dokumentation „Der Tag, der in der Handtasche verschwand“, die sie mit DV-Kamera als Ein-Personen-Team drehte. Hinzu kommt, dass die niedrigen Kosten für einen Drehtag auch eine zeitintensivere Auseinandersetzung mit einem Thema ermöglichen.
Als einen weiteren konkreten Nachteil ihrer Arbeit in der Praxis geben Videojournalisten an, dass sie gegenüber herkömmlichen Drei-Mann-Teams häufig nicht als richtiges Fernsehen wahrgenommen und daher von potenziellen Interviewpartnern weniger ernst genommen werden. Heutzutage sind diese Unterschiede aber zunehmend sekundär, da die meisten Interviewpartner schon Erfahrung damit haben, vor kompakten Kameras zu reden.

## Auslandsberichterstattung
Videojournalisten gelten besonders für Auslandseinsätze als gut geeignet, da sie für die Sender weniger Reisekosten verursachen. Der deutsche Auslandssender DW-TV gibt beispielsweise an, bei VJ-Einsätzen bis zu 66 % der Reisekosten einzusparen.
Thomas Donker vom Rundfunk Berlin-Brandenburg weist außerdem darauf hin, dass Reporter, die selbst Kameras besitzen, oft Geschichten von eigenen Auslandsreisen mitbringen.
Bei aktuellen Krisen und Katastrophen im Ausland können Videojournalisten kurzfristig und ohne eine besondere Zoll-Bescheinigung für die eingeführte Berufsausrüstung (Carnet) in ein Land einreisen und sich dort flexibel bewegen. Als Einzelner ist es auch leichter einen Platz in Rettungs- oder Militärhubschraubern zu bekommen. Bei der Tsunami-Katastrophe 2004 in Sri Lanka waren Videojournalisten von RTL, DW-TV und dem Hessischen Rundfunk vor Ort. Stefan Kaempf, VJ-Koordinator von DW-TV, weist außerdem darauf hin, dass Reporter, die ins Ausland geschickt würden, hinsichtlich des Zielpublikums genauer arbeiten könnten, als wenn Fremdmaterial von Agenturen (wie etwa Reuters) eingekauft würde. Ein Videojournalist, der eingeflogen wird, ist laut Angaben des Mitteldeutschen Rundfunks, aber teurer als Footage-Material von Nachrichtenagenturen.
Für die Bewegung im Land selbst bzw. für längere Auslandsreportagen in nur schwer zugänglichen Gegenden (ohne die Möglichkeit Akkus zu laden) wird auch das geringe Gewicht des VJ-Equipments als Vorteil angesehen.
Dass Videojournalisten mit der kleinen Kamera im Ausland unbemerkt und verdeckt wie Touristen drehen können, gilt ebenfalls als vorteilhaft. Der TV-Trainer Gregor Alexander Heussen bemerkt allerdings kritisch: „Gerade im Ausland werden oft Einzelkämpfer mit Kamera eingesetzt. Das wird mit Kosten begründet, aber auch weil die Autoren dann unkompliziert, sozusagen als Tourist, einreisen können und schnell wieder raus sind. In dieser Arbeitsweise entsteht leicht der herablassende und freundlich tümmelnde Zooblick des Europäers auf die Anderen – eine Überbetonung von allem, was fremd anmutet, seltsam ausschaut und beim Zuschauer ein Gefühl von Skurrilität hervorruft. Die Schnelligkeit führt dann notwendig zu Mangel an Verstehen.“
In der Kriegsberichterstattung im Ausland sind Videojournalisten schon seit den 1990er Jahren im Einsatz. Die BBC Trainerin Vivian Morgan beschreibt sie als Freelancer, die ohne Sender-Auftrag auf eigenes Risiko in Regionen wie dem Balkan, dem Irak und in verschiedenen afrikanischen Bürgerkriegen gedreht hätten. Auch seien Reportagen aus dem chinesisch besetzten Tibet, über verwahrloste Waisenkinder in Rumänien oder die Kurdengebiete der Türkei entstanden. Morgan weist darauf hin, dass die Arbeit für allein arbeitende Freiberufler in Krisengebieten nicht ungefährlich ist – zumal kleine VJ-Camcorder leichter zu stehlen und verkaufen seien als Betacam-Kameras. Allerdings sind Videojournalisten gerade bei Auslandseinsätzen oft nicht wirklich allein: so genannte Stringer – d. h. einheimische Journalistenkollegen oder Rechercheure – helfen bei der Organisation, Übersetzungen und der Vermeidung von Gefahrensituationen.